# Rochdale Town F.C.
Rochdale Town Football Club är en engelsk fotbollsklubb från Castletown, nära Rochdale, Greater Manchester. Klubben grundades som ett "kyrkolag" 1924, under namnet St. Gabriels FC. Fram tills 1960-talet var det ett krav för att få spela i klubben, att man var katolik och regelbundet besökte kyrkan såväl som söndagsskola.